# 歐化國際

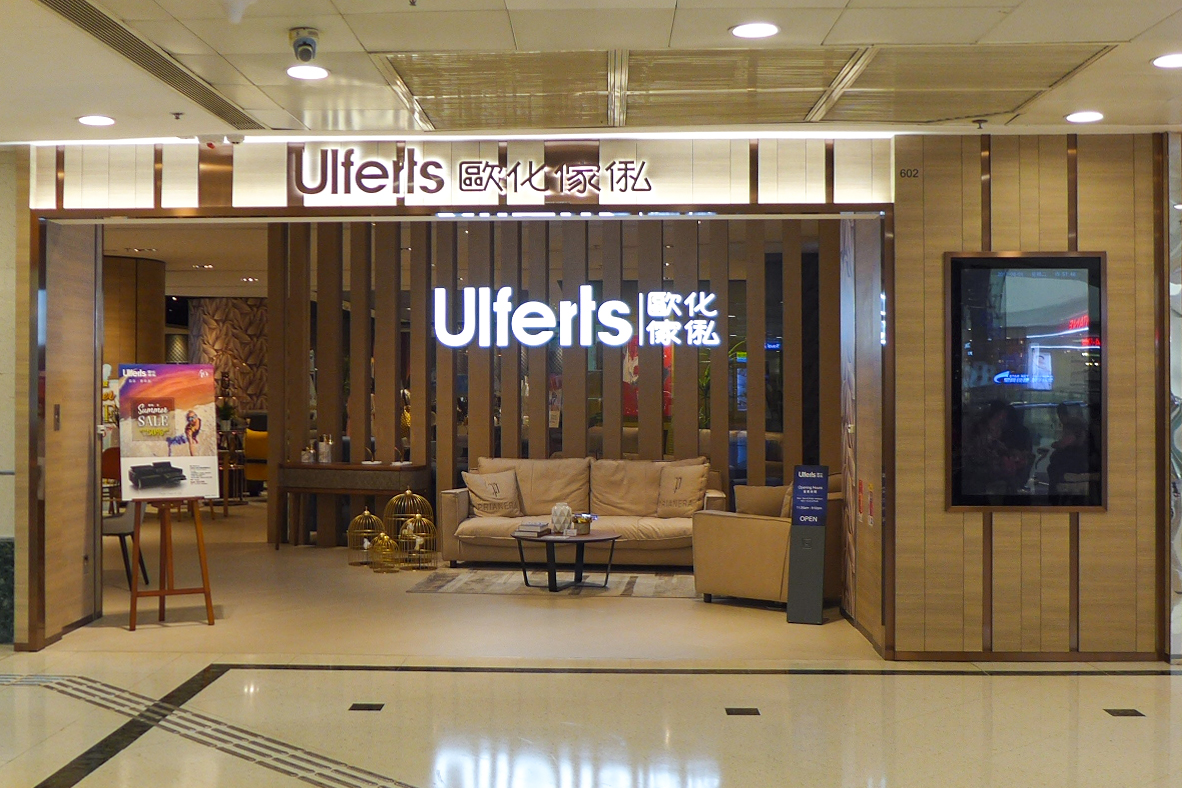
歐化傢俬在德福廣場分店

歐化國際有限公司，（英語：Ulferts International Limited，港交所：1711）在1975年，由多名投資者在總部香港成立。1988年，當時新系機構有限公司（國際商業結算控股有限公司前身）收購。1992年，寶成置業有限公司（當時更名英皇（中國概念）投資有限公司，後現時英皇娛樂酒店有限公司）以102,500,000 港元從收購新貽投資控股有限公司（當時更名保興投資控股有限公司，後現時高富集團有限公司）持有的16.9%股權，後現時為英皇集團，全資附屬公司瑞典歐化（遠東）有限公司以歐化傢俬為名義銷售代理歐洲進口傢俬。
股份在2018年1月29日於港交所主板上市。招股定價為0.38至0.62港元，發售股份為2億股，集資額為1.24億港元。用作支付在港新設零售店的資本支出、租賃按金及營運費用、推出新款式及品牌加強產品組合及品牌組合。
歐化國際旗下品牌包括「歐化傢俬尊尚店」、「歐化傢俬」、「at • home」、「多眠樂」及「歐化寶」。

## 店舖位置
- 紅磡尊尚店
- 天后港島總店
- 沙田HomeSquare店

## 連結
- ulferts.com.hk （页面存档备份，存于）
- ulfertsintl.com （页面存档备份，存于）